# Mauser Standardmodell
Le fusil Standardmodell (également connu sous le nom de Mauser modèle 1924 ou Mauser modèle 1933) est un fusil à verrou chambré pour la cartouche 7,92×57 mm Mauser, développé en 1924 mais entré en production à grande échelle en 1933. Officiellement conçu pour l'exportation et les gardes de sécurité allemands, il a été utilisé par les Sturmabteilung (SA) et Schutzstaffel (SS) paramilitaires. Des variantes d'exportation ont été utilisées en Amérique du Sud, en Éthiopie, en Chine et dans la Péninsule Ibérique. La version carabine de ce fusil était presque identique au Karabiner 98k qui est devenu le fusil de service allemand standard pendant la Seconde Guerre mondiale.

## Conception
Il s'agissait d'un dérivé du Gewehr 98 ou Mauser modèle 1898, en violation du traité de Versailles. Il présentait des caractéristiques combinées des versions Karabiner 98AZ et Gewehr 98. Le canon n'avait qu'une longueur de 600 mm, comparable à celle du Karabiner 98AZ. Le fusil avait une nouvelle ligne de mire, avec une hausse tangentielle réglable de 100 m à 2 000 m , avec des incréments de 50 m. Cette hausse pouvait être modifié pour s'adapter à la trajectoire de la balle pointue à base plate standard 7,92×57 mm Mauser S Patrone ou de la balle spitzer plus lourde s.S. Patrone à arrière fuyant , conçue à l'origine pour le combat aérien et les mitrailleuses à longue portée .
La première version de l'arme a été conçue en 1924. Elle utilisait le levier de culasse droit et la bretelle montée en bas du Gewehr 98. Le fusil est entré en production à grande échelle en 1933 avec un levier de culasse coudé et une fente de type Karabiner 98k dans la crosse pour fixer la bretelle. Le fusil a été exporté en 7×57mm Mauser, 7,65×53mm Mauser et 7,92×57mm Mauser. Une version carabine, identique au Karabiner 98k, a également été produite.

## Service
Le modèle standard de 1924 a été utilisé par les SA et les SS et a été exporté en Chine et en Amérique du Sud. Selon le fabricant, le fusil modèle 1933 était uniquement vendu à la Deutsche Reichspost, la poste allemande. Le fusil a été nommé Gewehr für Deutsches Reichspost (fusil de la poste allemande). Une partie de cette production a en fait été achetée par des organisations nazies ou par la Reichswehr. La Wehrmacht, par le biais de réquisitions, a pu l'utiliser pendant la Seconde Guerre mondiale.
La Bolivie a acheté le Standardmodell dans les années 1920 et l'a utilisé au combat pendant la guerre du Chaco. Son ennemi, le Paraguay, a utilisé des fusils Standardmodell achetés dans les années 1930. Le Honduras a également commandé ce fusil.
Le Standardmodell a été utilisé en Chine. Lors de la conférence nationale chinoise sur les normes d'armement de 1932, il a été décidé que le Standardmodell serait le fusil standard de l'armée nationale révolutionnaire. Il a commencé à être importé d'Allemagne en 1934, les 10 000 premiers exemplaires ayant été achetés pour la police fiscale chinoise, et la production dans les arsenaux chinois a également débuté en 1935, d'abord sous le nom de "fusil de type 24", mais il a rapidement été rebaptisé "fusil Tchang Kaï-chek" en l'honneur du Généralissime. Il a été utilisé pendant la guerre civile chinoise et la seconde guerre sino-japonaise. La marine impériale japonaise a pu utiliser des fusils capturés en Chine, et l'armée japonaise les a achetés au producteur dans le cadre de trois contrats (beaucoup ont fini dans l'IJN, peut-être en raison de difficultés d'approvisionnement en munitions ou de la réticence des arsenaux de l'armée de l'IJ à fournir à la marine des fusils nationaux) : 8 000 en 1938, 20 000 en 1939 et un nombre indéterminé en 1940.
L'Empire éthiopien a acheté 25 000 fusils et carabines de modèle 1924 et 1933, et les a utilisés pendant la seconde guerre italo-éthiopienne.
La police de Buenos Aires a également acheté des Mauser modèle 1933 en configuration fusils et carabines, ces dernières avec un canon de 550 millimètres. Les fusils et carabines argentins se distinguent des autres modèles standard par un bras allongé sur le déclencheur de la culasse.
Avant et après le coup d'État espagnol de juillet 1936, l'Espagne a acheté des fusils et des carabines Standardmodell. La légion Condor qui combattait pendant la guerre civile espagnole utilisait également ce fusil. Certains des fusils espagnols ont été rééquipés pour la cartouche 7×57mm espagnole. Au même moment, le Portugal a commandé des modèles 1933 pour moderniser ses forces militaires.

## Utilisateurs
- Argentine : cartouches 7,65mm[21]

- Bolivie : cartouches 7,65mm[25]
- République de Chine : cartouches 7mm[26] et 7,92mm[1]
- Empire éthiopien : cartouches 7,92mm[20]
- République de Weimar : cartouches 7,92mm[4]
- Allemagne Nazi : cartouches 7,92mm[4]
- Honduras : cartouches 7mm[13]
- Japon : ex-Chine[18]
- Paraguay : cartouches 7,65mm
- Portugal : cartouches 7,92mm[24].
- Espagne : cartouches 7mm[23] et 7,92mm[22].